# Arrhopalitidae
Famille
Les Arrhopalitidae sont une famille de collemboles.
Elle comporte plus de 150 espèces dans trois genres.

## Liste des genres
Selon Checklist of the Collembola of the World (version du 11 août 2019) :
- Arrhopalites Börner, 1906
- Pygmarrhopalites Vargovitsh, 2009
- Troglopalites Vargovitsh, 2012

## Publication originale
- Stach, 1956 : The Apterygotan fauna of Poland in relation to the world-fauna of this group of insects. Family : Sminthuridae. Acta Monographica Musei Historiae Naturalis, Kraków, p. 1-287.